# Fluopicolide
Fluopicolide is een fungicide uit de groep van benzamidederivaten. Het is ontwikkeld door Bayer CropScience en is een van de twee actieve bestanddelen van het product InFinito van Bayer CropScience, naast propamocarb-hydrochloride. Het is werkzaam tegen waterschimmels (oömycetes) en wordt ingezet tegen de schimmel Phytophthora infestans (aardappelziekte) in de aardappelteelt en tegen valse meeldauw (Peronospora spp.) en witte roest (Albugo candida) op kolen. De twee stoffen vullen elkaar aan: fluopicolide biedt een preventieve bescherming op en in de bladeren van de plant, terwijl propamocarb in de plant wordt opgenomen en verspreid. De werkingsmechanismen zijn ook verschillend. Fluopicolide heeft een nieuw werkingsmechanisme: het verandert de verdeling van spectrine-achtig enzym, dat een bestanddeel is van het cytoskelet. Maar het is niet zeker of dit de primaire oorzaak van de fungicidewerking is dan wel het resultaat van een effect op een ander enzym.

## Regelgeving
Fluopicolide is sedert 1 juni 2010 toegelaten in de Europese Unie.

## Toxicologie en veiligheid
Fluopicolide is weinig acuut toxisch voor zoogdieren; het is wel matig toxisch voor ongewervelde waterdieren en vissen; het is bovendien een stabiele stof die slechts langzaam afbreekt in het milieu. Het is niet carcinogeen, genotoxisch of teratogeen.